# Think Twice (computerspel)
Think Twice is een computerspel voor de platforms Commodore Amiga. Het spel in 1991 uitgebracht door Magic Soft. Het spel is een conversie van Mastermind. De speler moet in tien beurten een kleurcombinatie raden. Elke beurt verteld de computer hoeveel kleuren correct zijn en hoeveel op de juist plaats.

## Ontvangst
| Beoordeeld door | Jaar | Score |
| --------------- | ---- | ----- |
| Power Play      | 1991 | 47%   |
| Amiga Joker     | 1991 | 26%   |